# Stará Halič
Stará Halič (węg. Gácsfalu) – wieś (obec) na Słowacji położona w kraju bańskobystrzyckim, w powiecie Łuczeniec. Pierwsze wzmianki o miejscowości pochodzą z roku 1350.

## Zabytki

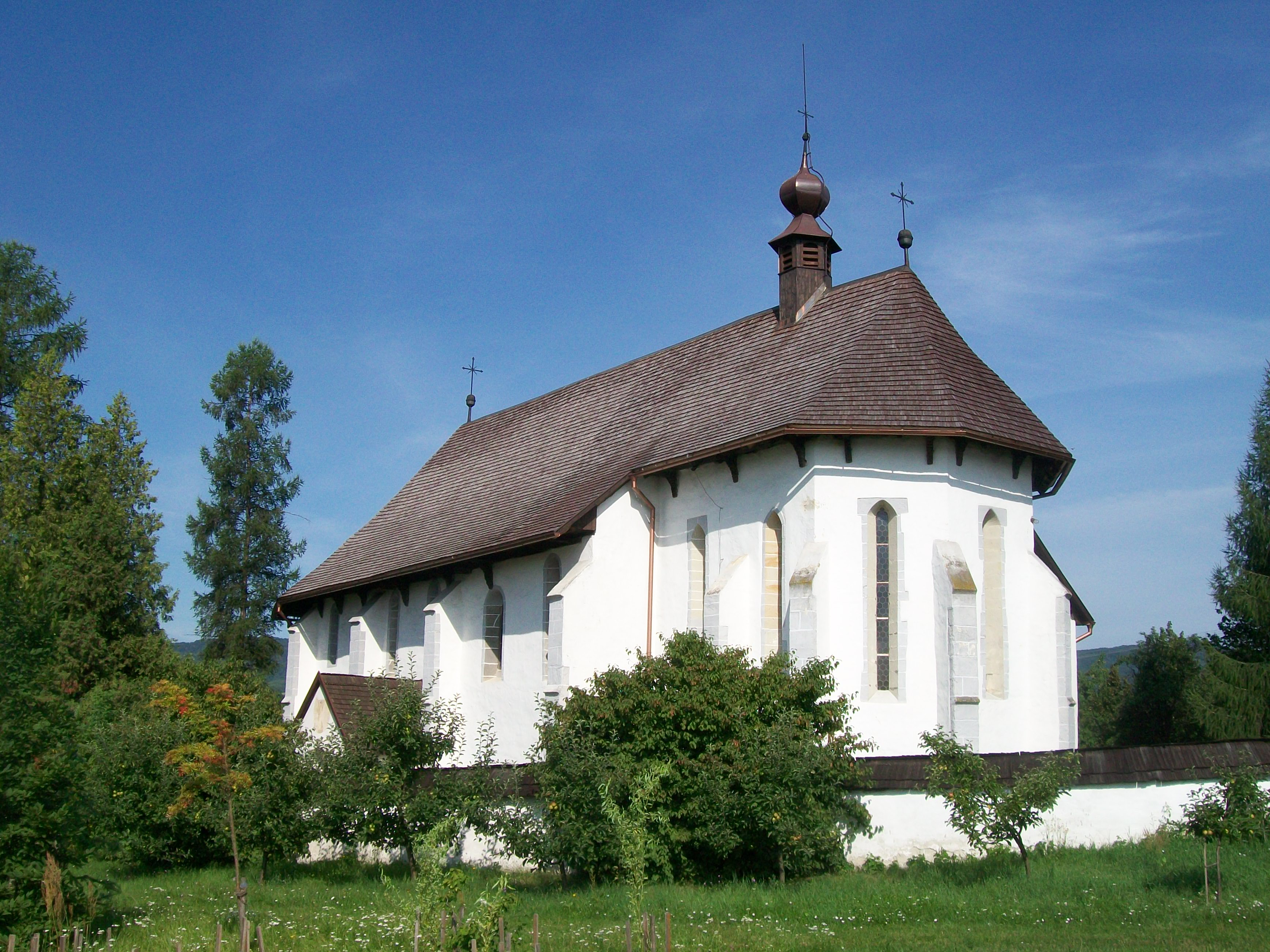
Kościół pw. św. Jerzego z XIII w.

We wsi znajduje się kościół katolicki pw. św. Jerzego, zbudowany w XIII w., oraz renesansowa drewniana dzwonnica z 1672, z dzwonem z ok. XV w. 

## Ludność
Według danych z dnia 31 grudnia 2012, wieś zamieszkiwały 673 osoby, w tym 376 kobiet i 297 mężczyzn.
W 2001 roku rozkład populacji względem narodowości i przynależności etnicznej wyglądał następująco:
- Słowacy – 92,98%
- Niemcy – 0,44%
- Romowie – 0,15%
- Węgrzy – 0,88%

Ze względu na wyznawaną religię struktura mieszkańców kształtowała się w 2001 roku następująco:
- Katolicy rzymscy – 83,77%
- Ewangelicy – 2,34%
- Ateiści – 3,36%
- Nie podano – 9,94%